# 罗布·库尔茨
罗伯特·卡尔·库尔茨（英語：Robert Karl Kurz，1985年3月5日—），美国NBA联盟职业篮球运动员。